# Локалита Косоне (Кремона)
Локалита Косоне је насеље у Италији у округу Кремона, региону Ломбардија.
Према процени из 2011. у насељу је живело 37 становника. Насеље се налази на надморској висини од 42 м.